# Polydesmida
Los polidésmidos (Polydesmida) son un orden de diplópodos o milpiés. Los polidésmidos son el grupo más grande de milpiés, con más de 3500 especies agrupadas en 28 familias. Incluyen a todos los milípedos que producen cianuro de hidrógeno (HCN).
Aunque es un grupo terrestre antiguo y extraordinariamente diverso, son poco conocidos por las personas en general. Tan solo en México, este grupo está compuesto por al menos 498 especies, siendo mayor su diversidad cuanto más al sur. Además un gran número de especies se ha introducido internacionalmente entre países y continentes en el pasado, y recientemente junto al tráfico marítimo y la distribución de mercancías hortofrutícolas.

## Características

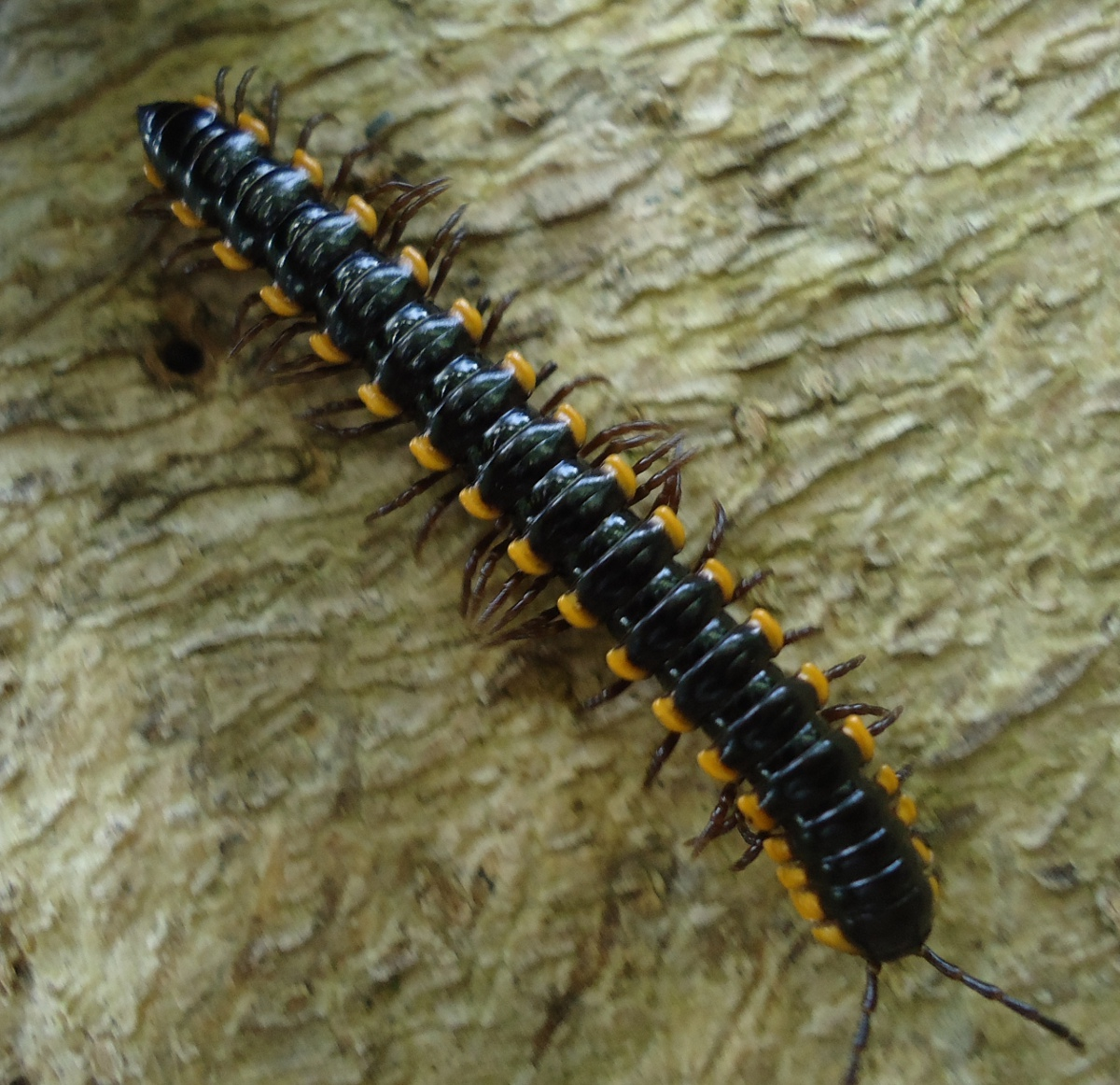
Asiomorpha coarctata una especie de milpies polidesmo de la familia Paradoxosomatidae del archipiélago de Filipinas.

Son artrópodos incluidos entre los milpiés. Ciertos tipos de polidesmos segregan sustancias dañinas o tóxicas si se les amenaza, o si se manipulan de manera brusca. Algunas especies de polidesmo pueden lanzar un chorro de veneno a un metro de distancia, cuyas toxinas pueden causar reacciones como irritación o quemaduras, y reacciones alérgicas en algunas personas. Morfológicamente, presentan extensiones laterales llamadas "quillas", las cuales se distribuyen uniformemente en cada segmento.

## Distribución
Tienen una distribución mundial, al ser un grupo muy antiguo de artrópodos. Se encuentran restos suyos de forma fósil incluso en la Antártida. Son más abundantes en especies en las áreas tropicales y ecuatoriales del planeta. Su distribución es mundial: en América, Europa, Asia, Sudeste Asiático, Indonesia, islas de Oceanía, Australia, etc. Están distribuidos en todos los continentes habitados, y en islas de zonas tropicales y templadas de los océanos Atlántico, Pacífico e Índico. 
En 1894 Pocock realizó la descripción original de la especie Rhinotus purpureus con ejemplares de África, región en donde probablemente se introdujo en el pasado, ya que trabajos posteriores de Golovatch y Korsós (en 1992) establecieron la especie como nativa de Centroamérica y de las islas del Caribe. Chondromorpha xanthotricha es una especie introducida de Asia que en el 2006 se observó por primera vez para México, específicamente en la localidad de Puerto Vallarta, Jalisco.
Prosopodesmus jacobsoni Silvestri es un micropolidésmido helmintomorfo descrito en 1910 en Batavia, en la isla de Java que actualmente está distribuido por Yakarta e Indonesia, de donde no se sabe si es nativo pero es considerado como introducido en Brasil, Estados Unidos (Florida, Hawái y Luisiana), Haití, India, Islas Cabo Verde, Isla San Eustaquio, Islas Vírgenes, Panamá, Puerto Rico, Zanzíbar y Tanzania.
Hay un gran número de endemismos y especies desconocidas, por ejemplo el recién descubierto milpiés dragón rosado (Desmoxytes purpurosea)  de la familia Paradoxosomatidae, de  color rosáceo, habita únicamente en Tailandia.

## Ecología
Estos milpiés suele habitar sobre las hojas de las plantas. Ocupan muchos nichos ecológicos distintos que varían de especie a especie, en el suelo de la selva, en el sotobosque o a gran altura sobre el tronco de los árboles, en hojas vivas, en la hojarasca muerta del suelo, en grietas, bajo la corteza o en cualquier rendija. Habitualmente muchas especies además de un peculiar olor desagradable y colores llamativos que avisan que son escasamente comestibles, tienen glándulas que producen sustancias repelentes o irritantes, que les sirven de defensa ante sus depredadores. Son muy comunes bajo la corteza, en las hojas y en la hojarasca del suelo, donde se introducen haciendo palanca con el extremo anterior del cuerpo.

## Clasificación taxonómica
El orden Polydesmida se compone de aproximadamente 3500 especies que suelen clasificarse en cuatro subórdenes y 28 familias.
Leptodesmidea Brölemann, 1916. 13 familias
- Chelodesmoidea Cook, 1895
  - Chelodesmidae Cook, 1895
- Platyrhacoidea Pocock, 1895
  - Aphelidesmidae Brölemann, 1916
  - Platyrhacidae Pocock, 1895
- Rhachodesmoidea Carl, 1903
  - Rhachodesmidae Carl, 1903
  - Tridontomidae Loomis & Hoffman, 1962
- Sphaeriodesmoidea Humbert & de Saussure, 1869
  - Campodesmidae Cook, 1896
  - Holistophallidae Silvestri, 1909
  - Sphaeriodesmidae Humbert & de Saussure, 1869
- Xystodesmoidea Cook, 1895
  - Eurymerodesmidae Causey, 1951
  - Euryuridae Pocock, 1909
  - Gomphodesmidae Cook, 1896
  - Oxydesmidae Cook, 1895
  - Xystodesmidae Cook, 1895

Dalodesmidea Hoffman, 1980. 2 familias
- Dalodesmidae Cook, 1896
- Vaalogonopodidae Verhoeff, 1940

Strongylosomatidea Brölemann, 1916. 1 familia
- Paradoxosomatidae Daday, 1889

Polydesmidea Pocock, 1887. 12 familias
- Oniscodesmoidea Simonsen, 1990
  - Dorsoporidae Loomis, 1958
  - Oniscodesmidae DeSaussure, 1860
- Pyrgodesmoidea Silvestri, 1896
  - Ammodesmidae Cook, 1896
  - Cyrtodesmidae Cook, 1896
  - Pyrgodesmidae Silvestri, 1896
- Haplodesmoidea Cook, 1895
  - Haplodesmidae Cook, 1895
- Opisotretoidea Hoffman, 1980
  - Opisotretidae Hoffman, 1980
- Polydesmoidea Leach, 1815
  - Cryptodesmidae Karsch, 1880
  - Polydesmidae Leach, 1815
- Trichopolydesmoidea Verhoeff, 1910
  - Fuhrmannodesmidae Brölemann, 1916
  - Macrosternodesmidae Brölemann, 1916
  - Nearctodesmidae Chamberlin & Hoffman, 1958

## Galería

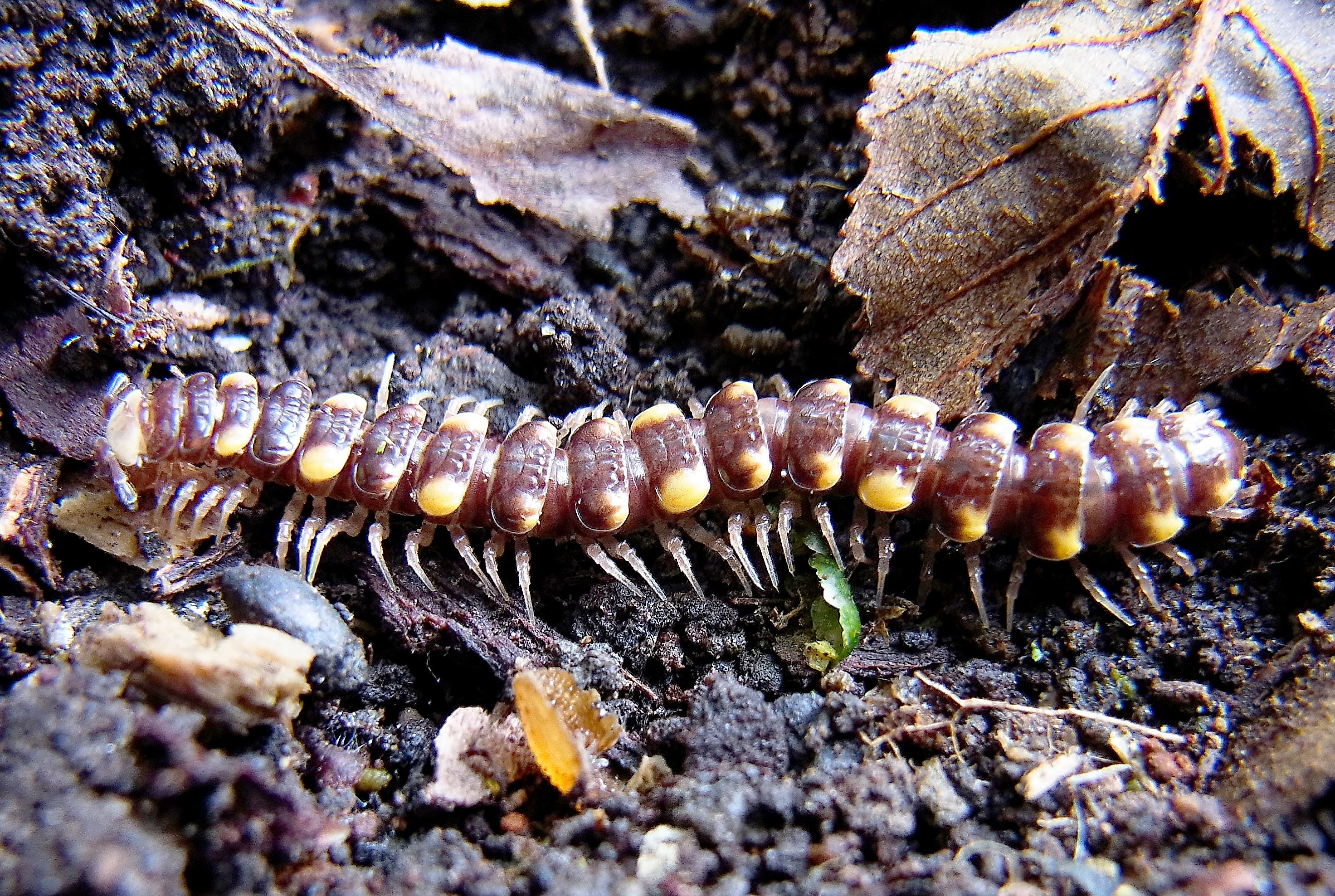
Polydesmus collaris
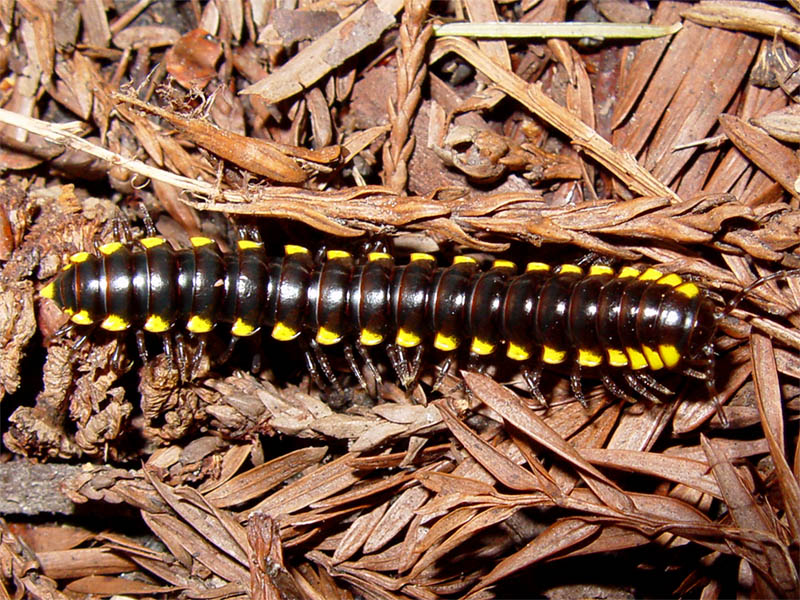
Harpaphe haydeniana
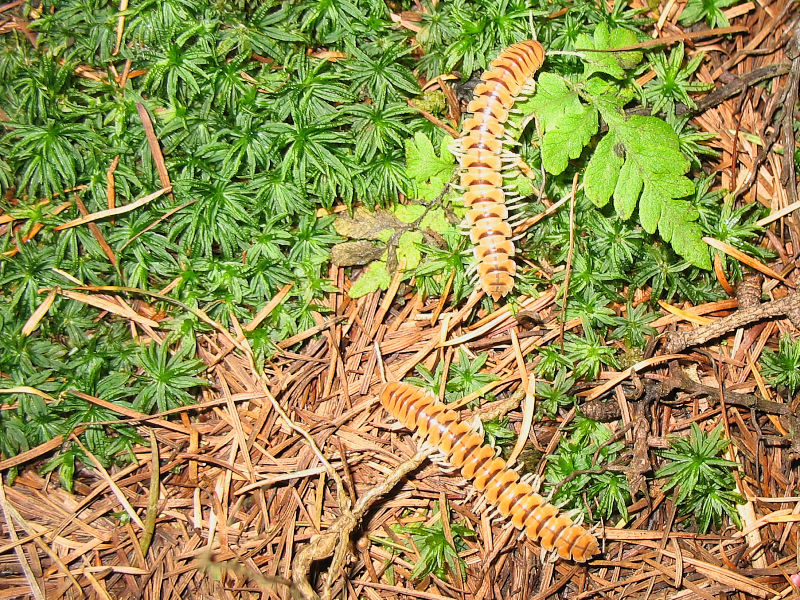
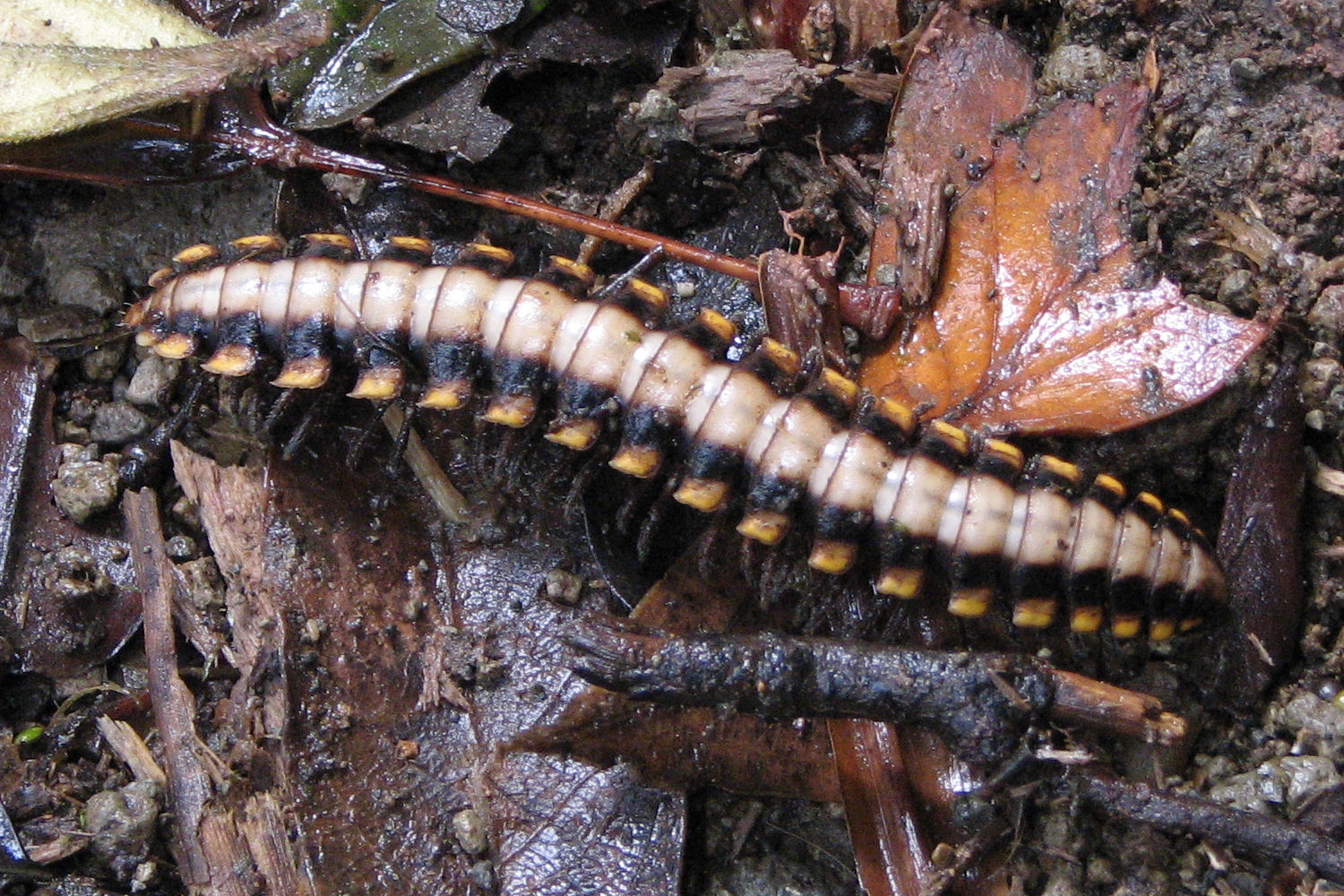
Nyssodesmus python
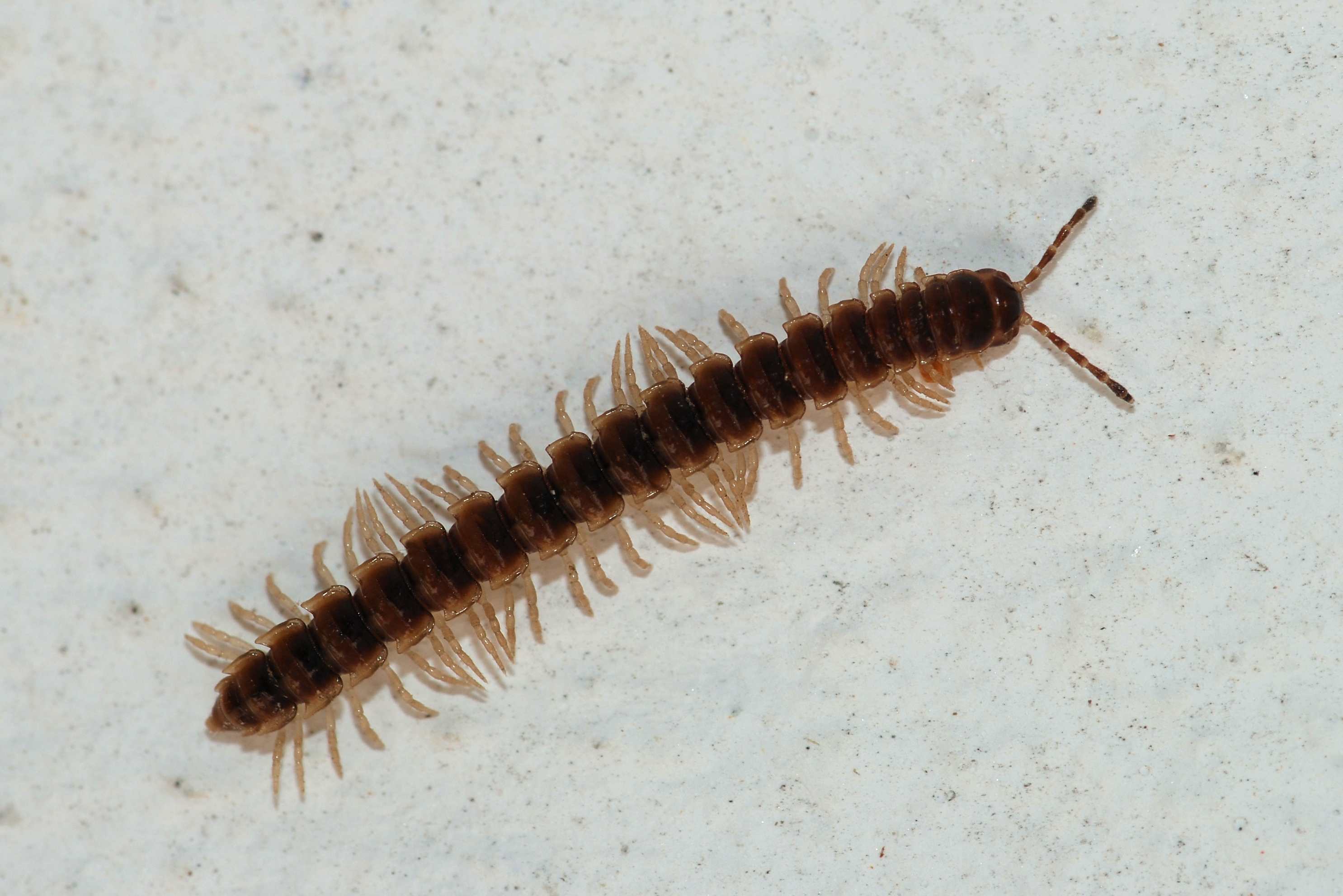
Oxidus gracilis
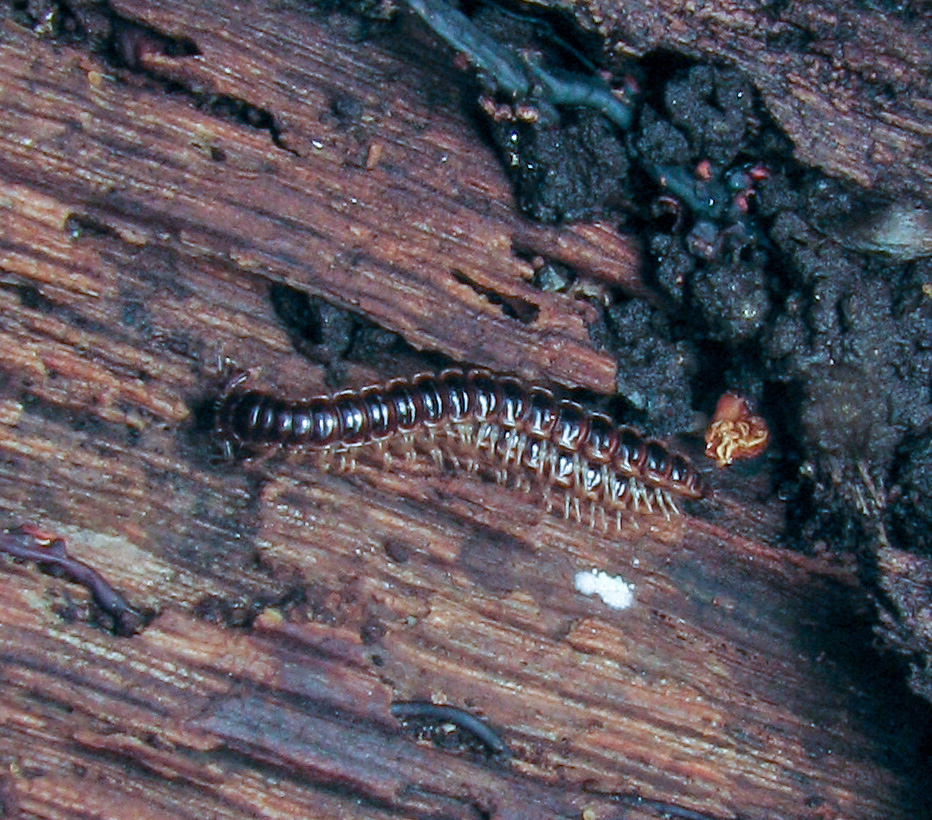
Oxidus gracilis apareándose
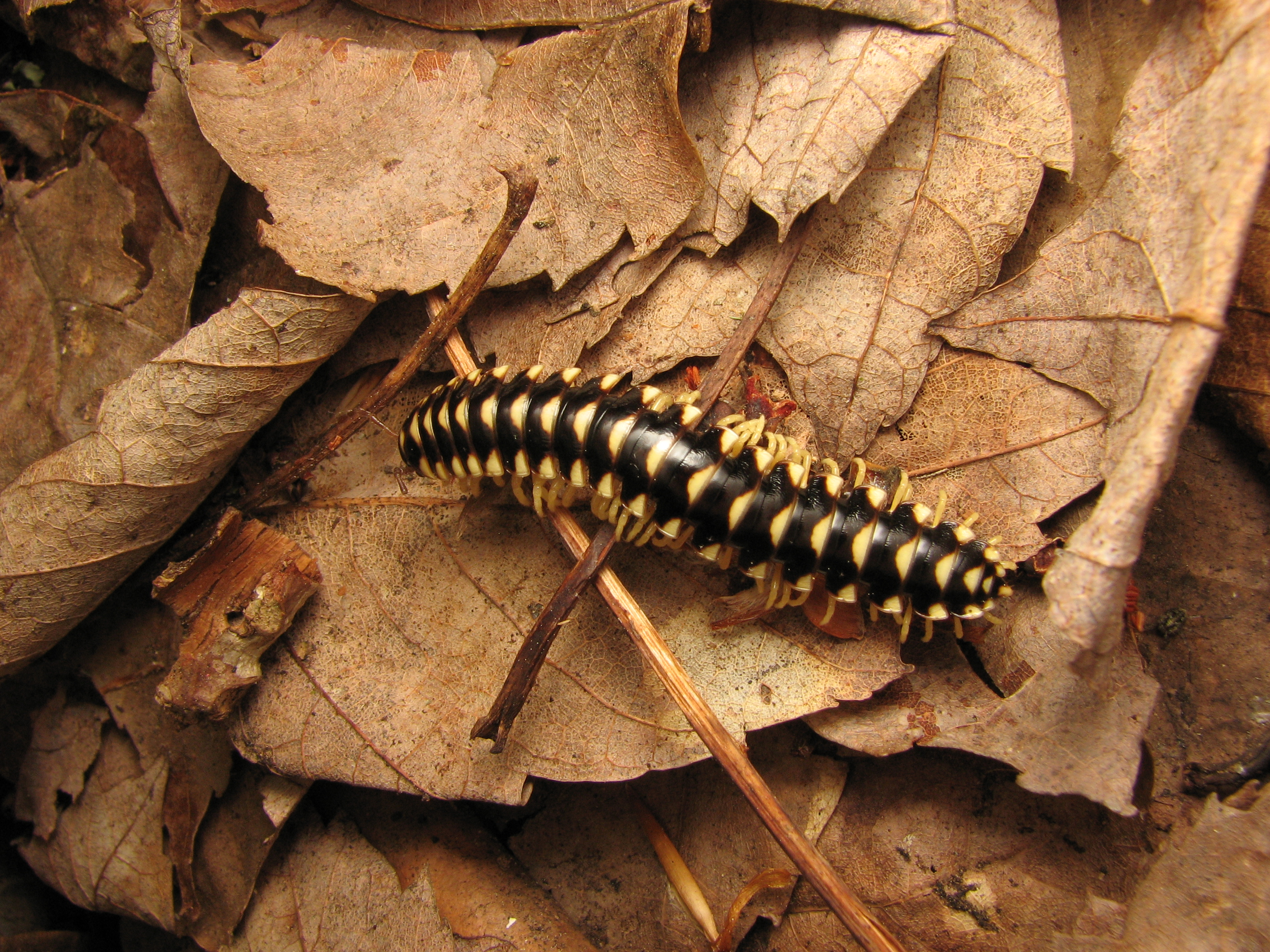
Familia Xystodesmidae. Posiblemente Apheloria montana (Bollman) o Cherokia georgiana (Bollman).